# Llista de personatges en els llibres de Harry Potter
Aquí hi ha una llista dels personatges que surten a tots els llibres de Harry Potter:
Entre parèntesis el nom en anglès del personatge (en cas que sigui diferent del nom català) i després del guió informació addicional.

## Estudiants

### Gryffindor
- El trio protagonista
  - Harry James Potter
  - Ronald Bilius Weasley
  - Hermione Jean Granger
- Del mateix curs que en Harry
  - Neville Longbottom
  - Lavender Brown
  - Seamus Finnigan
  - Parvati Patil
  - Dean Thomas

- 1 any més grans que en Harry
  - Katie Bell
  - Cormac McLaggen
- 2 anys més grans que en Harry
  - Fred Weasley
  - George Weasley
  - Lee Jordan
  - Angelina Johnson
  - Alicia Spinnet
  - Kenneth Towler - Company d'habitació d'en Fred, en George, i en Lee; víctima d'una de les seves trapelleries
  - Patricia Stimpson
- 4 anys més grans que en Harry
  - Percy Weasley
  - Marc Roure (Oliver Wood)
- 1 any més petits que en Harry
  - Ginny Weasley
  - Pau Parra (Colin Creevey)
- 2 anys més petits que en Harry
  - Rosana Vana (Romilda Vane)
- 3 anys més petits que en Harry
  - Dani Parra (Dennis Creevey) - Germà del Pau Parra
  - Jimmy Peakes
  - Natalie McDonald
- 4 anys més petits que en Harry
  - Euan Abercrombie
- No se'n sap l'edat
  - Ritchie Coote
  - Andrew Kirke
  - Demelza Robins
  - Jack Sloper
  - Vicky Frobisher
  - Geoffrey Hooper

### Ravenclaw
- El mateix any que en Harry
  - Terry Boot
  - Mandy Brocklehurst
  - Anthony Goldstein
  - Isabel McDougal
  - Padma Patil
  - Lisa Turpin
  - Michael Corner
  - Su Li
  - Stephen Cornfoot
  - Kevin Entwhistle
  - Fawcett - no se'n sap el nom de pila
- 1 any més que en Harry
  - Eddie Carmichael
  - Xo Xang (Cho Chang)
  - Penèlope Aiguaclara (Penelope Clearwater)
  - Roger Davies
  - Marietta Edgecombe
  - Marcus Belby
- Més petits que en Harry
  - Luna Lovegood
  - Stewart Ackerley
  - Orla Quirke
- No se'n sap l'edat
  - Stebbins
  - Bradley
  - Chambers

### Hufflepuff
- El mateix curs que en Harry
  - Hannah Abbott
  - Susan Bones
  - Justin Finch-Fletchley
  - Ernie Macmillan
  - Zacharias Smith
- Més grans que en Harry
  - Cedric Diggory
- Més joves que en Harry
  - Eleanor Branstone
  - Owen Cauldwell
  - Laura Madley
  - Kevin Whitby
  - Rose Zeller
- Curs desconegut
  - S Fawcett
  - Summerby
  - Cadwallader

### Slytherin
- Del mateix curs que en Harry
  - Draco Malfoy
  - Vincent Crabbe
  - Gregory Goyle
  - Pansy Parkinson

Estudiant de la casa de Slytherin, devota de totes les coses que fa Draco, ja que és la seva nòvia, de fet, al ball d'hivern del Tonneig dels tres bruixots, va amb ell. Destaca pel seu odi a Harry Potter des del primer moment. Fa el mateix curs que en Harry. Li agrada burlar-se dels estudiants de Gryffindor. Rita Skeeter escriu al Periòdic Profètic que ella diu que Hermione és molt lletja. No surt en molts llibres, és un personatge secundari.
- - Millicent Bulstrode
  - Daphne Greengrass
  - Theodore Nott
  - Blaise Zabini
- Més grans que en Harry
  - Miles Bletchley
  - Bole
  - Derrick
  - Terence Higgs
  - Marcus Flint
  - Adrian Pucey
- Més joves que en Harry
  - Malcolm Baddock
  - Graham Pritchard
- Curs desconegut
  - Harper
  - Montague
  - Urquhart
  - Vaisey
  - C. Warrington

### Estudiants de Hogwarts sobre els quals no es té informació de casa
- El mateix curs que en Harry
  - Moon (Només apareix al procés de selecció del Barret que tria)
  - Sally-Anne Perks (Només apareix al procés de selecció del Barret que tria)
- Curs different al d'en Harry
  - Derek
  - Harold Dingle
  - Emma Dobbs (Només apareix al procés de selecció del Barret)
  - Patricia Stimpson (estudiant del curs de Fred i George)
- Curs desconegut
  - Eloise Midgen (estudiant amb acne al que es fa referència en diverses converses)
  - Leanne (amiga de Katie Bell)

### Antics estudiants
- De l'època de Tod Morvosc Rodlel
  - Tod Morvosc Rodlel (Slytherin)
  - Avery
  - Rubeus Hàgrid (Gryffindor)
  - Minerva McGonagall (Gryffindor)
  - Gemma Gemec (Moaning Myrtle) (morta pel basilisc l'any 1942, el seu fantasma habita en un labavo de noies)
  - Olive Hornby
  - Lestrange
- De l'època de James Potter
  - Bertram Aubrey
  - Sirius Black (Gryffindor)
  - Regulus Black (Slytherin)
  - Lily Evans (Gryffindor)
  - Davy Gudgeon (que va intentar passar per sota el Pi Cabaralla i gairebé perd un ull)
  - Remus Llopin (Remus Lupin) (Gryffindor)
  - Ben Babbaw (Peter Pettigrew) (Gryffindor)
  - James Potter (Gryffindor)
  - Evan Rosier (Slytherin)
  - Severus Snape (Slytherin)
  - Wilkes (Slytherin)
  - Stebbins

### Altres escoles
- Fleur Delacour (Beauxbatons)
- Gabrielle Delacour (Beauxbatons)
- Viktor Krum (Durmstrang)
- Poliakoff (Durmstrang) - personatge secundari que apareix a Harry Potter i el Calze de foc. S'embruta la túnica de menjar.
- Academia de bruixes de Salem - Apareix a la final del Mundial de Quidittch

## Professors i empleats aHogwarts

### Directors de Hogwarts
- Phineas Nigellus (antic director; Slytherin)
- Everard Proudfoot (antic director)
- Fortescue (antic director)
- Dilys Derwent (Director 1741-1768)
- Armando Dippet (Director fins al 1955)
- Albus Dumbledore (director 1955-1995 i 1996-1997 llibre 6è, Gryffindor)
- Dolors Umbridge (Directora en funcions 1995-1996)
- Severus Snape Quan Lord Voldemord es fa amb Hogwarts, per ordres anteriors, Dumbledore li diu que agafi el càrrec de director i vetlli pels alumnes, cosa que fa perquè els Carrow no es facin amb l'escola
- Minerva McGonagall (Directora en funcions a partir del 1997 llibre 6è, Gryffindor)

### Caps de residències
- Filius Flitwick (Encanteris) - Cap de Ravenclaw
- Minerva McGonagall (Transfiguració) - Cap de Gryffindor
- Horaci Llagot (Horace Slughorn) (Pocions) - Cap de Slytherin fins al 1981; cap en funcions de Slytherin des de 1997
- Severus Snape (Pocions/Defensa contra les forces del mal) - Cap de Slytherin 1981-1997
- Pomona Coliflor (Pomona Sprout) (Botànica) - Cap de Hufflepuff

### Professors deDefensa Contra les Forces del MaloForces del Mal*
Durant l'escolarització d'en Harry, cadascun d'ells només va durar un any lectiu.
- 1r any: Quirinus Quirrell
- 2n any: Gilbert Decors (Gilderoy Lockhart)
- 3r any: Remus Llopin (Remus Lupin)
- 4t any: Alastor 'Ull-foll' Murri (Alastor Moody, Moody Mad-eye)
- 5è any: Dolors Umbridge
- 6è any: Severus Snape
- 7è any: Amicus Carrow * (Aquell any, l'assignatura es deia Forces el Mal)

### Altres professors
- Antics
  - Albus Dumbledore - Transfiguració, fa 52 anys
  - Professor Kettleburn - Criança de Criatures Màgiques, fins al 2n/3r llibre (1993)
  - Professor Merrythought - Defensa contra les forces del mal fa 50 anys
  - Horaci Llagot (Horace Slughorn) - Pocions, fa 50 anys
- Actuals
  - Cuthbert Binns - Història de la màgia (l'únic professor fantasma)
  - Firenze - Endevinació des del 5è llibre (1996) (centaure)
  - Rubeus Hagrid - Criança de Criatures Màgiques a partir del 3r llibre (1993) i guardabosc
  - Madame Rolanda Hooch - instructora vol i àrbitre de quidditch
  - Aurora Sinistra - Astronomia
  - Sybill Patricia Trelawney - Futurologia
  - Sèptima Vector - Magimàtica
  - Professora Charity Burbaje - Muggleologia
  - Bathsheda Babbling - Runes Antigues
  - Horaci Llagot (Horace Slughorn) - Pocions (s'havia retirat, però retornà l'any 1997 (6è llibre)
  - Minerva McGonagall - professora de Transfiguració i sub-directora de Hogwarts.
- Professors substituts
  - Wilhelmina Grubbly-Plank - Criança de Ciatures Màgiques

### Personal no docent
- Apollyon Pringle (antic zelador)
- Argus Filch (actual zelador)
- Ogg (antic guardabosc, època de Molly Weasley d'estudiant)
- Rubeus Hàgrid (guardabosc actual)
- Irma Pince (bibliotecària)
- Poppy Pomfrey (infermera, sanadora)

### Examinadors deGNOM
- Griselda Marchbanks
- Professor Tofty

### Altres escoles
- Igor Karkaroff (director de Durmstrang)
- Olympe Maxime (directora de Beauxbatons)

### Altres professors
- Guil Esmuny, instructor d'aparicions del Ministeri de la Màgia

## Fantasmes i Poltergeists
- Fantasmes de Hogwarts
  - Nick-de-poc-sense-cap, Nearly Headless Nick Gryffindor (Sir Nicholas de Mimsy-Porpington)
  - Baró Sangnant (The Bloody Baron), Slytherin
  - El fra gras (The Fat Friar), Hufflepuff
  - La dama grisa (The Grey Lady), Ravenclaw
- Altres
  - Professor Binns (Fantasma professor d'Història de la Màgia)
  - Gemma Gemec (Moaning Myrtle))
  - Sir Patrick Delaney-Podmore
  - Peeves (poltergeist)

## Quadresi retrats
- Quadres al despatx del director de Hogwarts
  - Dilys Derwent (comunicat amb l'Hospital Sant Mungo)
  - Everard Proudfoot (comunicat amb la Conselleria d'Afers Màgics)
  - Fortescue
  - Phineas Nigellus (comunicat amb la Plaça Grimmauld 12)
  - Armando Dippet
  - Albus Dumbledore (a partir de 1997)
  - Tots els directors antics
- Altres quadres dins Hogwarts
  - Senyora grassa (porta de la sala comuna de Gryffindor)
  - Harry Potter (amiga de la dona grassa i comunicat amb l'Hospital Sant Mungo)
  - Sir Cadogan
  - La sirena al lavabo de prefectes
- Quadres a altres llocs
  - Elfrida Clagg
  - Walburga Black (Plaça Grimmauld 12)
  - Retrat al despatx del Primer Ministre muggle del Regne Unit ("un homenet lleig que porta una perruca platejada")

## Orde del Fènix

### Durant la segona guerra
- Albus Dumbledore - líder de l'ordre, mort el juny del 1997, assassinat per Severus Snape (acomplint ordres del mateix Dumbledore)
- Amelia Bones - morta el juliol o agost del 1996
- Sírius Black - mort el juny del 1996, assassinat per Bellatrix Lestrange
- Dedalus Diggle
- Elphias Doge
- Aberforth Dumbledore
- Arabella Figg (llufa)
- Mundungus Fletcher - a la presó
- Rubeus Hagrid (semigegant)
- Hestia Jones
- Remus Llopin (Remus Lupin) - mort durant la batalla de Hogwarts
- Minerva McGonagall
- Alastor 'Ull-foll' Murri (Alastor Moody)- mort durant la perseccució duta a terme el juliol del 1997
- Sturgis Podmore
- Kingsley Shacklebolt
- Nimfadora Tonks (Nymphadora Tonks)- morta durant la batalla de Hogwarts
- Emmeline Vance - morta l'estiu de 1996

### Agents dobles
- Ben Babbaw (Peter Pettigrew)
- Severus Snape

### Incapacitats a la Primera Guerra
- Alice Longbottom - torturat, ara té problemes mentals. És la mare d'en Neville Longbottom.
- Frank Longbottom - torturat, ara té problemes mentals. És el pare d'en Neville Longbottom.

### Morts durant la primera guerra
- Edgar Bones - assassinat per Cavallers de la Mort
- Caradoc Dearborn - possiblement assassinat per Cavallers de la Mort, però no se'n va trobar el cos
- Benjy Fenwick - assassinat per Cavallers de la Mort (només van trobar trossets del seu cos)
- Marlene McKinnon - assassinada per Travis i per altres Cavallers de la Mort
- Dorcas Meadowes - assassinada per Voldemort
- James Potter - assassinat per Voldemort
- Lily Potter - assassinada per Voldemort
- Fabian Prewett - assassinat per Cavallers de la Mort - tiet d'en Ron Weasley i germà bessó d'en Gideon
- Gideon Prewett - assassinat per Cavallers de la Mort - tiet d'en Ron Weasley i germà bessó d'en Fabian

## Bruixots de les Forces del Mal

### Els Cavaller de la Mort
La lluita armada dels Cavallers de la Mort:
Per què lluiten contra la Conselleria? Per què fan esgarrifoses matances de muggles?
Molts ens pensem que ho fan per divertiment i en molts casos tenim raó, però com a tot arreu hi ha grups radicals i en el món del bruixots els Cavallers de la Mort ho són.
Ela cavallers lluiten per la supremacia d'una raça de bruixots de sang pura. Amb això pensen que el bruixots governaran el món sobre qualsevol altra espècie perquè seran molt més poderosos que cap bruixot de sang impura i encara més dels muggles. Tot va començar quan Voldemort afligit per l'abandonament del seu pare muggle, va decidir que els muggles no tenien cap dret a l'existència i que només els bruixots de sang pura poguessin governar sobre tots els altres. És normal, llavors, que famílies de sang noble com els Malfoy, o els Black, estiguessin del tot d'acord amb la lluita de Lord Voldemort. Com sabem el nombre de Cavallers de la Mort no se sap del cert, ni com tampoc la gent que ha estat embruixada amb el malefici imperatiu hi ha actuat contra la seva voluntat. Aquí teniu tots els cavallers de la Mort que J.K. Rowling (És clar que tots han fet tortures a muggles o algun assassinat) ens n'ha fet constància. No de tots hem pogut saber els crims:
Líder: Tod Morvosc Rodlel, àlies Lord Voldemort i Senyor de les Forces del Mal: A part d'estar acusat de tots i cada un del crims que els seus Cavallers han fet, Voldemort a fet personalment uns dels crims que esmentarem: Assassinats en primer grau de James Potter i Lily Potter (Pares d'en Harry), Amelia Bones cap del Departament de Bruixijustícia, Tod Rodlel pare, avi i àvia, Frank Bryce jardiner de la finca Rodlel i innombrables assassinats i tortures.
Cavallers de la Mort (per ordre alfabètic i si estan actius o morts, ja que a part de Voldemort no hi ha cap més líder, de vegades algú que dirigia una operació però en poques ocasions):
Al·lecto i Amicus Carrow: Família. Entren a l'escola de Hogwarts il·legalment i ataquen a tothom que se'ls posa al pas. Actius
Avery: És un dels seguidors més fidels. Va acudir a la crida del senyor de les forces del mal el dia de la seva resurrecció. Es desconeixen crims. Entra a la conselleria la nit de la profecia. Actiu
Babbaw, Ben, àlies Cuapelada: Màxim ajudant a la resurrecció de Voldemort. Assassinat en primer grau de: Cedric Diggory i de 13 muggles. Fer el malefici del Suplic,Imperatiu i de la mort a Berta Noca funcionària de la conselleria. Condemnar a cadena perpètua a Azkaban a Sírius Black. Dir al senyor de les forces del mal la situació de James, Lily i Harry Potter. Actiu
Black, Regulus: Germà de Sírius i assassinat pels Cavallers de la Mort en negar-se a matar i a torturar. Mort
Carrows: Família. No se sap de cap crim. Però eren cavallers a la primera incursió de Voldemort. No se sap si estan morts o actius.
Crabbe: Pare de Crabbe company d'algunes classes amb Harry Potter. No se sap de cap crim. Entra a la conselleria la nit de la profecia. Acudeix el dia de la resurrecció. Actiu.
Dolohov, Antonin: Un dels més servicials, condemnat a Azkaban a cadena perpètua per tortura a innombrables muggles i bruixots. Entra a la conselleria la nit de la profecia. Actiu.
Fenrir, àlies Esquenagrisa: Home-llop. Un dels més sanguinaris. Innumerables assassinats de muggles i bruixots, sobretot de criatures. Entra a Hogwarts il·legalment.
Gibbons: Entra a Hogwarts, fa la marca de les forces del mal obre la torre nord. Mort a causa d'un malefici de la mort llançant per un company seu. Mort
Goyle: Pare d'en Goyle. Acudeix el dia de la resurrecció i entra a la conselleria la nit de la profecia. Actiu.
Jugson: Entra la conselleria il·legalment a la nit de la profecia.
Karkaroff, Igor: Ex director de l'escola de màgia Durmstrang mort a causa de no presentar-se el dia de la resurrecció i per haver traït a la meitat dels Cavallers. Mort
Lestrange, Bel·latrix: Esposa de Rudolf Lestrange tortura fins a deixar indiscapacitats al matrimoni Longbottom. No es va condemnar culpable pels crims que havia fet i, per tant, va ser condemnada a cadena perpètua a Azkaban. Va entrar a la conselleria. Activa
Lestrange, Rabastan: Germà de Rudolf Lestrange. Tortura fins a deixar indiscapacitats al matrimoni Longbottom. Entra a Azkaban amb Bel·latrix, Rabastan i Barty Mauch fill. També és a la nit de l'atac a la conselleria. Actiu
Lestrange, Rudolf (Rodolphus Lestrange): marit de Bel·latrix Lestrange i germà de Rabastan. Tortura fins a deixar indiscapacitats al matrimoni Longbottom. Condemnat amb la seva dona, germà i Mauch fill a cadena perpètua. Entra a la conselleria. Actiu
MacNair, Walden: Servidor sanguinari que en temps de pau es dedicava a matar bèsties perilloses per a la conselleria (Com l'hipogrif d'en Hagrid Bécbrau). Ell és el que va participar les negociacions amb els gegants. Entra a la conselleria. Actiu
Malfoy, Draco: Fill de Lucius i Narcisa. Segurament el més joves dels Cavallers. Acusat de fer entrar a aproximadament 5 cavallers de la mort a Hogwarts. I còmplice d'assassinat a Albus P.W.B. Dumbledore. Fer el malefici Imperatiu a Madame Rosmerta i intent d'assassinat a Katie Bell i Ronald Weasley. Actiu
Malfoy, Lucius: Marit de Narcisa i pare de Draco Malfoy. Un dels servidors més astuts. Va dirigir moltes ratxes de tortures de muggles, fer el malefici imperatiu al funcionari de la conselleria Bode per tal de poder obtenir la profecia. Dirigia l'operació de la conselleria. Actiu
Malfoy, Narcisa: Esposa de Lucius, mare de Draco i germana de Bel·latrix Lestrange. No se sap de cap crim. Fa el jurament inviolable amb Severus Snape per tal de protegir a Draco. Activa
Mauch, Barty fill (Barty Croutch jr): Voldemort el considerava el servidor més fidel. Va torturar junt amb els Lestrange a Frank i Alice Longbottom. Assassinat en primer grau de Barty Mauch pare. Fer el malefici imperatiu durant més de 6 mesos a Alastor Murri. És el que proveeix al senyor del mal a Harry Potter per ressuscitar. És condemnat amb el petó d'un demèntor. Està inactiu.
Mulciber, Algernon: No se sap si encara està viu. Es va especialitzar a fer el malefici Imperatiu a molta gent i a fer-los fer coses horripilants. Entra a la conselleria. Actiu
Nott: No se sap de cap crim. Pare de Theodore Nott, alumne de Slytherin. És el dia de la resurrecció del senyor de les forces del mal. Actiu
Rookwood, Augustus: Era funcionari de la conselleria i tenia una xarxa d'espies a dins. Es dedicava a passar tota la informació possible, va ser traït per Igor Karkaroff. Entra la nit de la conselleria. Actiu
Rosier, Evan: Va morir en mans dels autors a la primera època del senyor de les forces del mal. Mort
Snape, Severus: Assassinat en primer grau d'Albus P.W.B. Dumbledore. Era doble agent per part dels Cavallers com de l'Ordre del Fènix. És ell el que va dir a Voldemort la primera estrofa de la profecia cosa que va provocar la mort de James Potter i Lily Potter i la tortura fins a la indiscapacitat per a Frank i Alice Longbottom. És la mà dreta, per dir-ho d'alguna manera, de Lord Voldemort.
Travers: Matrimoni. Assassinat en primer grau del matrimoni McKinnon. No se sap l'estat en què estan.
Wilkies: Mort a mans dels aurors a la primera època de Lord Voldemort. Mort
Yaxley: L'únic que se'n sap és que estava actiu a la primera guerra.

### Altres Bruixots de les Forces del Mal
- Grindelwald

## Conselleria d'Afers Màgics

### Consellers d'Afers Màgics
- Millicent Bagnold (abans de Cornelius Fudge. Exerceix durant deu anys. Retirada el 1990)
- Cornelius Fudge (llibres 1 a 5. A partir del 1990)
- Rufus Scrimgeour (a partir del llibre 6è)

### Treballadors de la Conselleria
- Ludo Gepp (Ludo Bagman) (antic Cap de Departament de Jocs i Esports Màgics)
- Broderick Bode (Departament de Misteris)
- Amelia Bones (Cap del Departament de Bruixijustícia)
- Dirk Cresswell (Cap del Departament d'Enllaç amb els Gòblins)
- Croaker (Departament de Misteris)
- Bartemius Mauch (Cap del Departament de Cooperació Bruixiinternacional)
- Amos Diggory (Departament de Regulació i Control de les Criatures Màgiques)
- Madam Edgecombe (Department de Transports Màgics, Oficina de la Xarxa Migratòria)
- Mafalda Hopkirk (Oficina de l'Ús Indegut de la Màgia)
- Bertha Jorkins (Departament de Jocs i Esports Màgics)
- Walden Macnair (Comissió per a les Criatures Màgiques Perilloses, Botxí)
- Cuthbert Mockridge (Departament d'Enllaç amb els Gòblins)
- Robert "Bob" Ogden (Cap de la Brigada de Bruixijustícia fa 50 anys)
- Arnold Peasegood (Desmemoritzador, oblivador)
- Perkins (Departament per l'Ús Indegut d'Objectes de Muggles)
- Ernest Salamàndric (Newt Scamander) (Department de Criatures Màgiques, Divisió de Bèsties) (retirat)
- Dolores Umbridge (ex-secretària del Conseller)
- Rufus Scrimgeour (ex-Cap d'Aurors, més tard Conseller d'Afers Màgics)
- Wilkie Twycross (instructor d'aparicions de la Conselleria)
- Arthur Weasley (Departament per l'Ús Indegut d'Objectes de Muggles, ascendit a Responsable de l'Oficina de detecció i confiscació d'objectes que continguin encisos defensius i protectors al 6è llibre)
- Percy Weasley (Conselleria d'Afers Màgics, secretari adjunt del conseller, a partir del llibre 5è)
- Gilbert Wimple (Comissió d'encanteris experimentals)
- Tiberius McLaggen (oncle de Cormac Mclaggen)

### Aurors
- Dawlish
- Alice Longbottom (incapacitada)
- Frank Longbottom (incapacitat)
- Alastor 'Ull-foll' Murri (Alastor Moody) (retirat)
- Proudfoot
- Gawain Robards (actual Cap d'Aurors)
- Savage
- Kingsley Shacklebolt (va ser l'encarregat de la captura de Sírius Black; més tard secretari del Primer Ministre muggle britànic, amb la missió de protegir-lo. Actualment conseller d'Afers Màgics)
- Nimfadora Tonks
- Williamson

### Membres del Wizengamot
- Albus Dumbledore (Chief Warlock)
- Griselda Marchbanks (Elder)
- Tiberius Ogden (Elder)

### Altres treballadors de la Conselleria
- Basil (Portarreus)
- Eric Munch (guarda de seguretat a l'Atri)

## Jugadors de Quidditch International
- Jugadors irlandesos
  - Connolly (batedor)
  - Aidan Lynch (caçador, seeker)
  - Mullet (encistellador)
  - Moran (encistellador)
  - Quigley (batedor) - Possiblement Finbar Quigley
  - Barry Ryan (porter)
  - Troy (encistellador)
- Jugadors búlgars
  - Vasili Dimitrov (encistellador i capità)
  - Clara Ivanova (encistelladora)
  - Víktor Krum (caçador, sekker)
  - Alexei Levski (encistelldor)
  - Ivan Volkov (batedor)
  - Pyort Vulchanov (batedor)
  - Lev Zograf (porter)
  - Ladislaw Zamojski (encistellador) (partit que apareix al llibre 5è)
- Altres
  - Gwenog Jones (Capitana de les Holyhead Harpies)
  - Ludo Gepp (ex-batejador dels Wisborn Wasp)
  - Marc Roure (Oliver Wood) (Reserva dels Puddlemere United)
  - Catriona MacCormack
  - Rudolf Brand, (capità dels Heidelsburg Harriers)
  - Igor Brand (encistelldor de l'equip internacional alemany)
  - Gwendolyn Morgan